# Fægtning
Fægtning er en kampsport hvor man kæmper med sværd eller stikvåben eller. Der findes tre discipliner i moderne fægtning: Sabel-, Kårde- og Fleuretfægtning. Hver disciplin bruger sit eget våben og sine egne regler. De fleste professionelle fægtere er specialiserede i én disciplin. Moderne fægtning blev populært i slutningen af det 19. århundrede. Man scorer point i en fægtekonkurrence ved at tage ramme sin modstander med sit våben.
Konkurrencefægtning var en af de første sportsgrene, der blev præsenteret ved OL, sammen med atletik, cykling, svømning og gymnastik.

## Generelt
Våbnene som bruges til fægtning er oftest lavet af stål og har blandt andet forskellig længde, diameter, fleksibilitet og vægt alt efter disciplinen. Uniformen varierer ligeledes afhængig af stilarten, men inkluderer altid specialiserede masker, handsker, jakker, bukser, sko og brystbeskyttere.
Fægtning har sin oprindelse i Egypten 1100 før Kristi fødsel.

## Discipliner

### Europa
Moderne europæiske discipliner:
- Fleuretfægtning
- Kårdefægtning
- Sabelfægtning

### Historisk
Øvrig fægtedisciplin:
- HEMA forkortelse for "Historisk europæisk fægtning".

### Japan
Japanske discipliner er uddybet i følgende specialartikler:
- Kenjutsu
- Kendo
- Iaijutsu
- Iaido

## Historie
Fleureten er historisk set et øvevåben som i midten af det 18. århundrede blev brugt i Frankrig for at øve hurtige og elegante stik. Fleuretten havde oprindeligt sløve kanter og en afrundet spids som typisk var et sømhoved afdækket med læder. Navnet stammer fra fleur, blomst på fransk.
Kården var det virkelige duelvåben og meget dødeligt.
Sablen blev brugt af rytteriet. Den er et slagvåben i modsætning til fleuretten og kården som er stikvåben.

## Regler
Formålet med fægtning er at ramme din modstander med dit våben, mens du undgår at blive ramt. Pointsystemet varierer mellem de tre fægtningstyper. I fleuretfægtning får man kun point ved slag mod torso, hals, skridt og ryg, og point kan kun opnås ved at stikke, så man opnår ikke point ved brug af siden af bladet. I sabelfægtning får man kun point for slag over taljen, en regel der stammer fra kavaleriets dage, hvor det blev betragtet som ugentlemanagtigt at slå en modstanders hest. Dog får man ikke point ved at ramme hænderne, men konkurrenterne kan bruge både spidsen og bladet af sablen til at opnå point. I kårdefægtning får man point lige meget hvor på kroppen man rammer.
I fleuret- og sabelfægtning er der kun en fægter der må angribe ad gangen. Denne regel kaldes for angrebsretten. Angrebsretten mistes og overgår til modstanderen hvis de parerer et angreb. Et angreb defineres som en fremadrettet bevægelse med den våbenførende arm, hvor våbenet kontinuerligt truer modstanderens træffelt. I kårdefægtning er der intet krav om angrebsretten. Den der rammer modstanderen først, får point.

## Karakteristika ved kårdefægtning

### Reglerne for fægtning med kårde
I kårdefægtning opnås point ved at støde spidsen af kården på modstanderen med en kraft på minimum 750 gram. Der er ingen krav om at ramme bestemte dele af modstanderens krop, selvom de fleste stød typisk rammer våbenarm, øvre torso og fod.
I kårdefægtning er der intet krav om angrebsret, modsat fleuret- og sabelfægtning. Det vil sige at begge fægtere må angribe samtidig. Hvis begge fægtere rammer hinanden er det kun den fægter der rammer først der får point, medmindre de begge rammer hinanden indenfor 0,04 sekund. I så fald får begge fægtere point.

### Tekniske data for kårder
Kårdeklingen er v-formet modsat fleurettens firkantede klinge.
Kården er i alt 110 cm lang bestående af en 90 cm lang klinge og en 20 cm lang paradeskål. Kården må ikke veje over 770 gram. Nedlagt i klingen er to ledninger, der føres elektrisk strøm gennem disse ledninger. Når spidsen af kården trykkes i bund, dannes der forbindelse mellem de to ledninger. Via skålstik, kropsledning og opruller registrerer meldeapparatet touchéet. Når det stødes på modstanderens kårde eller på metalgulvet, sikrer en tredje ledning at strømmen afledes og dermed ikke registrer touché.
Assault og match
Betegnelsen 'assault' bruges om træning mellem to fægtere. Betegnelsen 'match' bruges, når der føres pointregnskab. Der konkurreres typisk først til fem eller 15 touché. I matcher til fem touche konkurreres der maksimalt tre minutter. Hvis stilling er lige efter de tre minutter, fægtes der et minut mere. Før det sidste minut går i gang, trækkes der lod. Vinderen af lodtrækningen vinder matchen, hvis der ikke sættes et touché før udløbet af det ekstra minut. Matchen stopper når der er et gyldigt touché. I matcher til 15 touché fægtes der 3 x 3 minutter med et minuts pause mellem hver periode. 

## Konkurrence
Overordnet kan der enten konkurreres individuelt eller på hold.
I de individuelle turneringer konkurreres der typisk først en eller to seedningsrunder med 6-7 deltagere i en pulje. Her fægtes mod alle i puljen i matcher til fem touché.
Deltagerne seedes til den efterfølgende direkte udslagning. Seedningen afgøres af antal vundne matcher divideret med samlet antal matcher, indeks (afgivne touché fratrukket modtagne touché), antal afgivne touché og lodtrækning (i nævnte rækkefølge). I den direkte udslagning fægtes der efter cup-system. Altså vind eller forsvind. Der fægtes til 15 touché (i de mindste aldersklasser fægtes der til 10 touché). Der konkurreres ikke om bronze, undtagen i OL-konkurrencer.
I holdkonkurrencer deltager tre personer på hvert hold (med eventuel reserve). Hver holdkonkurrence består af ni matcher. Hver match er til 5 point og der fægtes akkumuleret, således at første match er til fem, anden match til 10 og sidste match til 45 touché. Hver match varer tre minutter og hvis stillingen er lige efter de tre minutter trækkes der ikke lod. Derimod fortsættes med den næste konkurrencekamp. Undtaget herfor er den sidste match, hvor der trækkes lod som beskrevet ovenfor. I holdkonkurrencer forekommer der kun i sjældne tilfælde seedningsrunder. Normalt konkurreres der om bronzepladsen, modsat de individuelle konkurrencer.

### Alderskategorier
Veteran: 45+, senior: 44-21, junior: 20-18, kadet: 17-15, dreng/pige: 14-13, puslinge: 12-11, miniorer: 10-9
Der regnes med hele år. Det betyder, at den, der fylder 21 år i januar måned, er junior resten af året. I Danmark skiftes aldersgrupper efter sommerferien. Ikke kalender år.
I Danmark fægter miniorer og puslinger med sportsvåben, der er 10 cm kortere end de normale sportsvåben.

## Udstyr
Udstyret inden for fægtning er konstrueret med henblik på sikkerhed og består af følgende sportsrekvisitter:

### Våben
Der eksisterer tre forskellige sportsvåben i fægtning: Fleuret, Kårde og Sabel.

### Maske
Masken dækker for ansigtet og har for det meste et metalgitter foran ansigtet. Der er i de sidste par år foretaget forsøg med masker med en plexiglas front, men de har indtil videre ikke været nogen succes. Maskerne skal alle kunne modstå et tryk på 1600 N. Det checkes altid før turneringerne, at maskerne lever op til dette krav. Sabelfægterne anvender specielle masker, der er elektrisk ledende, idet slag mod masken giver touché i sabel, og derfor skal kunne registreres. Masker med plexiglas er populære blandt sabelfægtere, grundet det mindre træffelt.

### Jakke
Jakkerne er ofte lavet af de samme kunststoffer som skudsikre veste. De skal kunne klare et tryk på 800 N. Mens jakkerne tager af for de værste stød og sikrer mod at sportsudøveren kommer alvorligt til skade, så forhindrer jakkerne almindeligvis ikke blå mærker.

### Bukser
Fægtebukser er knæbukser. De skal som jakken kunne modstå et tryk på 800 N.

### Plastron
En vest, der dækker den ene arm. Denne er et krav i Danmark til større sportsstævner. En plastron skal kunne modstå et tryk på 800 N.

### Handske
Fægtere bærer en handske på den våbenføre hånd. Handsken er som regel af ruskind eller bomuld. Efter hver konkurrence giver modstanderen hånd med den hånd, der ikke har handske på. Sabelfægtere skal enten have en speciel handske eller en manchet, for at slag på hånden kan registreres af det elektriske system, der er standard i dag.

### El-vest
Både fleuret- og sabelfægterne bærer en elektrisk ledende vest udenpå fægtedragten for at stød mod det gyldige træffelt kan registreres. Sabelfægternes el-vest er med ærmer, mens fleuret el-vesten kun dækker torsoen. 

### Ledning
For at støde med sabel, fleuret eller kårde kan registreres, skal disse forbindes med et elektronisk meldeapparat. Sportsudøveren er derfor forbundet med en kropsledning, der går fra sportsvåbnet, ind gennem ærmet og ud bagpå, hvor ledningen enten kobles til en opruller på pisten – eller til en sender.

### Pisten
Den bane der konkurreres kaldes en 'piste'. Den er 14 m lang og 1,5-2 m bred. Til kårde- og fleuretturneringer er pisten som regel fremstillet af kobber eller aluminium og forbundet til jord. Dette sikrer, at stød i gulvet ikke bliver registreret.
På pisten er der en markering 2 meter på hver side af midten – dette markerer hvor fægteudøverne skal placere sig ved konkurrencens start samt efter hvert afgivet touché. Derudover er der en advarselslinie 2 meter fra enden af banen. Hvis en fægteudøver træder uden for en af pistens sider, standses konkurrencen; hvis fægteudøveren er uden for med begge fødder, skal denne gå 1 meter tilbage. Hvis fægteudøveren kommer udenfor baglinjen med begge fødder tæller det, som udøveren var ramt.
I olympiske sammenhænge har fægtning været med på programmet siden 1896, hvor de første moderne olympiske lege startede.

## Fægteterminologi
De fleste udtryk i fægtesporten kommer fra fransk:
- En garde: Position hvori fægteren står fuldt garderet, det vil sige han ikke kan rammes.
- Touché: Når en fægter rammes.
- Reposte: Når modstanderen gør et udfald og man rammer ham med parade og reposte.
- Contre six parade: parade hvor kården drejes med uret i håndledet.
- Marche: at gå et skridt frem.
- Rumpé: at gå et skridt tilbage.